# Saint-Pierre-de-Mailloc

Saint-Pierre-de-Mailloc este o comună în departamentul Calvados, Franța. În 1 ianuarie 2018 avea o populație de 495 de locuitori.